# Rete filoviaria di Boston
La rete filoviaria di Boston (in inglese Boston trolleybus system, IPA: [ˈbɒstən ˈtrɑlibʌs ˈsɪstəm]) è la rete di filobus a servizio dell'area metropolitana di Boston, nello Stato del Massachusetts. Entrata in servizio a partire dall'11 aprile 1936, è gestita dalla Massachusetts Bay Transportation Authority dal 1964 e si compone di 4 linee.
È una delle cinque reti filoviarie in attività negli Stati Uniti d'America e nel 2015 con i suoi 1 314 300 passeggeri annuali e 4 400 passeggeri medi giornalieri è la meno utilizzata delle cinque.

## La rete
La rete è attiva sette giorni su sette con frequenze variabili tra i 5 minuti e i 30 minuti.
| Linea | Percorso                                         | Apertura |
| ----- | ------------------------------------------------ | -------- |
| 71    | Watertown Square ↔ Mt. Auburn Street ↔ Harvard   | 1958     |
| 72    | 72 Huron Avenue ↔ Concord Avenue ↔ Harvard       | 1938     |
| 73    | 73 Waverley Square ↔ Trapelo Road ↔ Harvard      | 1958     |
| 77A   | Harvard ↔ Massachusetts Avenue ↔ North Cambridge | 1958     |